# Czas cykliczny
Czas cykliczny – kategoria kulturowego oglądu czasu, opisuje postrzeganie czasu w kulturach tradycyjnych jako odradzalny lub powtarzalny. Wiara w cykliczność czasu była obecna również u Platona. Zanikła w kulturze europejskiej wraz z rozwojem chrześcijaństwa, wierzącego w czas linearny.

## Czas cykliczny powtarzalny
Najdalsza przeszłość jest jednocześnie najbliższą przyszłością. Wszystkie wydarzenie powracają, dosłownie lub w zmienionej postaci. Takie ujęcie czasu wyraża grecka, archaiczna koncepcja złotego wieku.

## Czas cykliczny odradzalny
Koncepcja upływu czasu, w której czas starzeje się i rytualnie umiera a wraz z nim kończy się w wymiarze symbolicznym porządek świata i ład. Następuje przejściowy okres chaosu i rozprężenia obyczajowego, który kończy się wraz z inauguracją święta Nowego Roku, kiedy następuje recytacja  mitu opisującego stworzenie Świata przez bogów i bohaterów. Ład zostaje przywrócony a społeczeństwo regeneruje się. Koncepcja czasu łączona przez Mirceę Eliadego ze społeczeństwem archaicznym.